# Olds (Alberta)
Pour les articles homonymes, voir Olds.
Olds est une ville (town) du Comté de Mountain View, située dans la province canadienne d'Alberta.

## Démographie
En tant que localité désignée dans le recensement de 2011, Olds a une population de 8 235 habitants dans 3 400 de ses 3 702 logements, soit une variation de 13,5 % avec la population de 2006. Avec une superficie de 14,86 km2, la ville possède une densité de population de 553,833 1 hab/km2 en 2011.
Concernant le recensement de 2006, Olds abritait 7 248 habitants dans 2997 de ses 3190 logements. Avec une superficie de 11,04 km2, la ville possédait une densité de population de 656,1 hab/km2 en 2006.
| 2001  | 2006  | 2011  | 2016  |
| ----- | ----- | ----- | ----- |
| 6 607 | 7 248 | 8 235 | 9 184 |

## Climat
| Mois                                  | jan.       | fév.       | mars       | avril      | mai        | juin      | jui.      | août      | sep.      | oct.      | nov.      | déc.       | année      |
| ------------------------------------- | ---------- | ---------- | ---------- | ---------- | ---------- | --------- | --------- | --------- | --------- | --------- | --------- | ---------- | ---------- |
| Température minimale moyenne (°C)     | −14,3      | −12,6      | −8,6       | −2,4       | 2,9        | 7,3       | 9,4       | 8,4       | 3,5       | −2        | −8,9      | −12,8      | −2,5       |
| Température moyenne (°C)              | −8,7       | −6,9       | −3,1       | 3,9        | 9,4        | 13,3      | 15,6      | 15,2      | 10,1      | 4,5       | −3,7      | −7,4       | 3,5        |
| Température maximale moyenne (°C)     | −3         | −1,2       | 2,3        | 10,2       | 15,9       | 19,3      | 21,8      | 21,9      | 16,8      | 10,8      | 1,6       | −1,9       | 9,6        |
| Record de froid (°C) date du record   | −43,3 1943 | −43,9 1916 | −37,2 1951 | −29,4 1954 | −15,6 1954 | −2,8 1914 | −2,2 1918 | −4 1992   | −15 1926  | −26 1991  | −34 1985  | −43,3 1924 | −43,9 1916 |
| Record de chaleur (°C) date du record | 17,2 1931  | 18,3 1923  | 22,8 1966  | 29,4 1939  | 35,6 1936  | 36,1 1937 | 37,2 1941 | 33,9 1929 | 33,9 1967 | 30,6 1945 | 23,3 1949 | 19 1999    | 37,2 1941  |
| Ensoleillement (h)                    | 87,4       | 107,2      | 147,1      | 187,5      | 215,8      | 237,1     | 271,7     | 249,7     | 180,8     | 145,3     | 88,9      | 80         | 1 998,4    |
| Précipitations (mm)                   | 17,7       | 14,4       | 23         | 23,7       | 56,6       | 89,8      | 66        | 64,6      | 58,3      | 18,6      | 16,6      | 13,3       | 492,4      |
| dont neige (cm)                       | 17,6       | 14,3       | 21,1       | 11,3       | 9,1        | 0         | 0         | 0,3       | 4,4       | 8,9       | 15,7      | 13,1       | 115,7      |
| Nombre de jours avec précipitations   | 7,7        | 6,2        | 7,6        | 7,4        | 12,1       | 15,2      | 14,2      | 12,4      | 10,1      | 6,9       | 6,4       | 5,8        | 111,9      |
| Nombre de jours avec neige            | 7,6        | 6,1        | 7,2        | 3,6        | 1,4        | 0         | 0         | 0,12      | 0,78      | 3         | 6         | 5,6        | 41,4       |

| Diagramme climatique                                  |               |           |              |             |             |           |             |             |            |             |               |
| J                                                     | F             | M         | A            | M           | J           | J         | A           | S           | O          | N           | D             |
| −3−14,317,7                                           | −1,2−12,614,4 | 2,3−8,623 | 10,2−2,423,7 | 15,92,956,6 | 19,37,389,8 | 21,89,466 | 21,98,464,6 | 16,83,558,3 | 10,8−218,6 | 1,6−8,916,6 | −1,9−12,813,3 |
| Moyennes : • Temp. maxi et mini °C • Précipitation mm |               |           |              |             |             |           |             |             |            |             |               |